# Округ Хант (Тексас)
Округ Хант (енгл. Hunt County) је округ у америчкој савезној држави Тексас. По попису из 2010. године број становника је 86.129.

## Демографија
Према попису становништва из 2010. у округу је живело 86.129 становника, што је 9.533 (12,4%) становника више него 2000. године.
| Група             | 2000.          | 2010.          |
| Белци             | 61.170 (79,9%) | 64.393 (74,8%) |
| Афроамериканци    | 7.242 (9,5%)   | 7.133 (8,3%)   |
| Азијати           | 416 (0,5%)     | 916 (1,1%)     |
| Хиспаноамериканци | 6.366 (8,3%)   | 11.751 (13,6%) |
| Укупно            | 76.596         | 86.129         |